# Malkija
Malkija (hebrejsky מַלְכִּיָּה, anglicky Malkia, v oficiálním seznamu sídel Malkiyya) je vesnice typu kibuc v Izraeli, v Severním distriktu, v Oblastní radě ha-Galil ha-Eljon (Horní Galilea).

## Geografie
Leží v nadmořské výšce 637 metrů v nejsevernějším výběžku Horní Galileji, na náhorní plošině nad Chulským údolím, která leží na hranici s Libanonem. Jihozápadně od vesnice se poblíž mezinárodní hranice, při silnici do sousední vesnice Avivim rozkládá náhorní planina Har Avivim. Východně od obce terén spadá podél severojižně orientovaného zlomu směrem k Chulskému údolí, respektive do mezistupně, kterým je údolí Bik'at Kedeš s nadmořskou výškou okolo 400 metrů.
Vesnice se nachází cca 27 kilometrů severozápadně od břehů Galilejského jezera, cca 13 kilometrů jihozápadně od města Kirjat Šmona, cca 35 kilometrů severně od Tiberiasu, cca 132 kilometrů severovýchodně od centra Tel Avivu a cca 57 kilometrů severovýchodně od centra Haify. Je situována v zemědělsky intenzivně využívaném pásu. Malkiju obývají Židé, přičemž osídlení v tomto regionu je zcela židovské. Výjimkou je vesnice Richanija cca 5 kilometrů jihozápadním směrem, kterou obývají izraelští Čerkesové. Hornatý region centrální Galileji, ve kterém mají demografickou převahu izraelští Arabové, leží dále k jihozápadu.
Kibuc je na dopravní síť napojen pomocí lokální silnice číslo 899, která sleduje izraelsko-libanonskou hranici.

## Dějiny
Malkija byla založena v roce 1949. Navazuje na stejnojmenné starověké židovské sídlo, které vzniklo, když se sem uchýlil z Jeruzalému kněz Malkijáš, zmiňovaný v Bibli, například Kniha Nehemjáš 10,4 Zhruba 2 kilometry severovýchodně od vesnice se nachází archeologická lokalita starověkého osídlení Tel Kedeš.
Židovské osídlení pak ve středověku vystřídala arabská vesnice al-Malkija. Malkija měla roku 1931 254 obyvatel a 48 domů. V roce 1948 zde žilo 418 lidí v 78 domech. Vesnice byla koncem května 1948, v počáteční fázi války za nezávislost dobyta izraelskými jednotkami a její obyvatelé uprchli. Zástavba v Malkija pak byla zcela zbořena. Tato vesnice se nacházela necelý kilometr severozápadně od nynějšího kibucu, na pahorku Har Malkija.
Novodobou židovskou vesnici Malkija založili v roce 1949 členové vojenských jednotek Palmach, kteří v tomto regionu bojovali ve válce za nezávislost. 25 členů Palmachu bylo v této oblasti zabito. V počátku osadníci čelili nevlídnému horskému klimatu, odlehlosti od větších měst a nedostatku zemědělské půdy. Populace kibucu klesla. Teprve od poloviny 50. let 20. století začalo obyvatel v Malkija přibývat.
V roce 2002 prošel kibuc Malkija privatizací a jeho členové jsou odměňováni individuálně, podle vykonané práce. Místní ekonomika je založena na zemědělství, průmyslu a turistickém ruchu. Roku 2003 bylo rozhodnuto rozšířit vesnici i o rodinné domy budované ryze individuálně, bez vazby na kibuc. Mělo jít o 50 nových rodin.
V kibucu fungují zařízení předškolní péče. Základní škola je v kibucu Jiron, střední školství v kibucu Dafna. Je zde lékařská ordinace, plavecký bazén a další sportovní areály, synagoga a obchod.

## Demografie
Obyvatelstvo kibucu Malkija je většinově sekulární. Podle údajů z roku 2014 tvořili naprostou většinu obyvatel v kibucu Malkija Židé (včetně statistické kategorie "ostatní", která zahrnuje nearabské obyvatele židovského původu ale bez formální příslušnosti k židovskému náboženství).
Jde o menší sídlo vesnického typu s dlouhodobě mírně rostoucí populací. K 31. prosinci 2014 zde žilo 427 lidí. Během roku 2014 populace klesla o 8,6 %.
| Rok            | 1961 | 1972 | 1983 | 1995 | 2001 | 2003 | 2004 | 2005 | 2006 | 2007 | 2008 | 2009 | 2010 | 2011 | 2012 | 2013 | 2014 |
| -------------- | ---- | ---- | ---- | ---- | ---- | ---- | ---- | ---- | ---- | ---- | ---- | ---- | ---- | ---- | ---- | ---- | ---- |
| Počet obyvatel | 143  | 247  | 362  | 401  | 329  | 318  | 323  | 319  | 329  | 321  | 343  | 441  | 466  | 426  | 448  | 467  | 427  |